# Pojezierze Lubuskie
Pojezierze Lubuskie (315.4) – południowa część Pojezierzy Południowobałtyckich. Pojezierze położone na południe od Pradoliny Toruńsko-Eberswaldzkiej, po obu stronach Odry.
Rzeźbę terenu pojezierza cechują wysokie cokoły, zbudowane z pofałdowanych przez lodowiec warstw trzeciorzędowych, przedzielone równinami sandrowymi.
Wzniesienia przekraczają miejscami 200 m. Najwyższe – Bukowiec (227,0 m n.p.m.) – znajduje się na Pojezierzu Łagowskim, stanowiącym jego geograficzną część.
Występują tu liczne jeziora rynnowe. Do największych należą: Niesłysz i jezioro Zbąszyńskie. Najgłębsze jest jezioro Ciecz.
Znajdują się tutaj duże obszary leśne z udziałem buka – Buczyna Łagowsko-Sulęcińska z wydzielonym Rezerwatem Buczyna Łagowska, a także rozległe bory sosnowe: Puszcza Rzepińska i Bory Postomskie. Wokół wielu jezior i w dolinie Obry utworzono strefy chronionego krajobrazu, zespoły przyrodniczo-krajobrazowe (np. Uroczysko Lubniewsko), a także Łagowsko-Sulęciński Park Krajobrazowy, a od północnego zachodu Park Narodowy „Ujście Warty”.
Region atrakcyjny turystycznie. Główne miasta: Świebodzin, Międzyrzecz, Sulęcin, Słubice, Zbąszyń.